# ضخامة البظر
ضخامة البظر (أو البظر الضخم) هو تضخم غير طبيعي للبظر والذي يكون في الغالب عيب خلقي أو مكتسب، على الرغم من التعمد الناجم عن توسيع البظر كشكل من أشكال تعديل الأعضاء التناسلية للإناث من خلال استخدامات مختلفة من المنشطات، بما في ذلك التستوستيرون. تضخم البظر ليس هو نفس الأمر بل هو شيء طبيعي يحدث للبظر خلال الإثارة الجنسية.

## التشريح
في أطلس تشريح الجنس البشري (1949) لروبرت لاتو ديكنسون، يعرف البظر النموذجي بأن لديه عرض عرضي من 3 إلى 4 مم (0.12 - 0.16 بوصة) وعرض طولي من 4 إلى 5 مم (0.16 - 0.20 بوصة). من ناحية أخرى، في المؤلفات الطبية في طب النساء والولادة، وهناك تعريف متكرر لضخامة البظر هو عندما يكون هناك مؤشر البظر (ناتج ضرب عرض الطول والعرض) أكبر من 35 مم 2 (0.05 بوصة 2)، وهو ما يقرب من ضعف الحجم للبظر المتوسط.

## الأعراض
يتم قياس درجة مختلفة من الغموض التناسلي عادة من قبل تصنيف برادر، والتي تتراوح، في ترتيب تصاعدي من الذكورة، من 1: الأعضاء التناسلية الخارجية الإناثية مع تشوه البظر حتى الرتبة الخامسة 5: البظر الزائف والضي يبدو وكأنه عضو تناسلي ذكري خارجي كما في الذكور العادية.

## الأسباب
تشوه البظر هو حالة نادرة ويمكن أن تكون موجودة إما بالولادة أو بالاكتساب في وقت لاحق في الحياة. إذا كان موجودًا عند الولادة، يمكن أن يكون ناجمًا عن تضخم الغدة الكظرية الخلقي كأحد الأسباب، لأنه في هذه الحالة تنتج الغدة الكظرية للأجنة الإناث كميات إضافية من الاندروجين ويولد الطفل حديث الولادة بأعضاء تناسلية غامضة والتي لا توضح ما إذا كان المولد ذكرًا أو أنثى . في النساء الحوامل اللواتي تلقين نوريثيستيرون أثناء الحمل، تحدث ذكورة الجنين، مما يؤدي إلى تضخم البظر؛  ولكن نادرًا ما يُشاهد هذا اليوم بسبب استخدام بروجستيرونات أكثر أمنُا. ويمكن أيضُا أن يكون السبب وجود صبغي جسمي متنحي، وهو اضطراب خلقي يعرف باسم متلازمة فريزر.
في حالة ضخامة البظر المكتسب، فإن السبب الرئيسي يكون عدم التوازن الهرموني للغدد الصماء الذي يؤثر على المرأة البالغة، بما في ذلك متلازمة متلازمة تكيس المبايض وفرط التنسج. ويمكن أيضًا أن يكون سبب ضخامة البظر المكتسبة بعض لأمراض التي تؤثر على المبيض والغدد الصماء الأخرى. هذه الأمراض قد تشمل الأرينوبلاستوما والورم الليفي العصبي. قد تكون الخراجات البظرية أحد الأسباب الأخرى. وفي بعض الأحيان قد لا يكون هناك سبب طبي أو هرموني واضح.
لاعبات كمال الأجسام النساء والرياضيين الذين يستخدمون الأندروجين، في المقام الأول لتعزيز النمو العضلي والقوة والمظهر (انظر استخدام المنشطات في الرياضة)، قد تشهد أيضًا بوضوح حالات ضخامة البظر والزيادات في الرغبة الجنسية . النساء اللواتي يستخدمن التستوستيرون لأسباب علاجية (علاج الرغبة الجنسية المنخفضة، وتجنب هشاشة العظام، كجزء من نظام مضاد للاكتئاب، وما إلى ذلك) قد تحدث لديهم بعض حالات ضخامة البظر، على الرغم من أن الجرعات التي تبرر لهذه الظروف تم الإبلاغ عن حالات ضخامة البظرالكاذب «في الفتيات الصغيرات بسبب الاستمناء: التلاعب في الجلد من القلفة يؤدي إلى الصدمة الميكانيكية المتكررة، مما يوسع القلفة والشفرين الصغيرين، مما يشابه ضخامة البظر الحقيقية».

## شواغل حقوق الإنسان
الحد من الجراحة في وقت مبكر من البظر عن طريق استئصال البظر الكامل أو الجزئي هو أمر مثير للجدل، ويتحدث النساء ذو الجنس المزدوج عن فقدان الإحساس الجسدي، وفقدان الحكم الذاتي. في السنوات الأخيرة، انتقدت مؤسسات حقوق الإنسان التدخلات الجراحية في وقت مبكر لمثل هذه الشكاوى.
في عام 2013، تم الكشف في مجلة طبية عن أن أربعة من الرياضيات من البلدان النامية تعرضن لاستئصال الغدد التناسلية والكتلة البظرية الجزئية بعد اختبار التستوستيرون كشفت عن وجود حالة شبيه بالجسم. وفي نيسان / أبريل 2016، أدان المقرر الخاص للأمم المتحدة) بشأن الصحة، داينوس بوراس، هذا العلاج بوصفه شكلًا من أشكال تشويه الأعضاء التناسلية للإناث ("ختان الإناث") في غياب أعراض أو مشاكل صحية تستدعي هذه الإجراءات.